# Stammbruch
Der Stammbruch ist ein Begriff aus der Mathematik und bezeichnet einen Bruch mit einer 1 im Zähler und einer beliebigen natürlichen Zahl im Nenner. Somit sind Stammbrüche die Kehrwerte natürlicher Zahlen. Beispielsweise sind {\displaystyle {\tfrac {1}{2}}} und {\displaystyle {\tfrac {1}{6}}} Stammbrüche, während {\displaystyle {\tfrac {2}{3}}} kein Stammbruch ist.

## Stammbruchentwicklung
Jeder Bruch der Form {\displaystyle {\tfrac {a}{b}}} mit natürlichen Zahlen {\displaystyle a,b} kann als Summe von Stammbrüchen (und einer natürlichen Zahl, falls {\displaystyle a>b}) dargestellt werden. Zum Beispiel lässt sich {\displaystyle {\tfrac {2}{3}}} schreiben als
{\displaystyle {\frac {2}{3}}={\frac {1}{2}}+{\frac {1}{6}}}.
Ein Verfahren zur Stammbruchentwicklung besteht darin, zunächst den ganzzahligen Anteil abzuziehen und dann jeweils den größten Stammbruch, der kleinergleich dem Rest ist (man spricht von einem Greedy-Algorithmus).

### Verfahren
Mit diesem Verfahren wird ein echter gekürzter Bruch in eine Summe von Stammbrüchen zerlegt,
wobei alle Stammbrüche verschiedene Nenner haben:
Gegeben sei ein echter, schon gekürzter Bruch: {\displaystyle {\tfrac {a}{b}}} mit {\displaystyle a<b}.
1. SchrittBilde den neuen Bruch {\displaystyle {\tfrac {c}{d}}}, wobei gilt: {\displaystyle c=a} und {\displaystyle d=n\cdot a\;>b\;,n\in \mathbb {N} } und {\displaystyle n} minimal, d. h.,
der neue Zähler ist gleich dem alten Zähler, und der neue Nenner ist gleich dem kleinsten Vielfachen des alten Zählers, das größer als der alte Nenner ist.
Der neue Bruch lässt sich aufgrund der Bildungsvorschrift immer zum Stammbruch {\displaystyle {\tfrac {1}{n}}} kürzen.
2. SchrittEs gilt also {\displaystyle {\tfrac {a}{b}}={\tfrac {c}{d}}\;+\;{\tfrac {a}{b}}\;-\;{\tfrac {c}{d}}} mit {\displaystyle {\tfrac {c}{d}}={\tfrac {1}{n}}} .
3. SchrittBerechne die Differenz {\displaystyle {\frac {a}{b}}={\frac {c}{d}}+({\tfrac {a}{b}}-{\tfrac {c}{d}})={\tfrac {1}{n}}+{\tfrac {na-b}{nb}}} .
4. SchrittWenn möglich, kürze die Differenz {\displaystyle {\tfrac {na-b}{nb}}}.
5. SchrittBrich das Verfahren ab, falls die Differenz {\displaystyle {\tfrac {na-b}{nb}}} ein Stammbruch ist, sonst wiederhole Schritt 1 bis 4 für die Differenz {\displaystyle {\tfrac {na-b}{nb}}}.

### Beispiel
Es wird eine Stammbruchentwicklung für {\displaystyle {\tfrac {2}{3}}} angegeben:
1. Schritt: Neuer Bruch: {\displaystyle {\frac {2}{4}}}
2. Schritt: {\displaystyle {\frac {2}{3}}={\frac {2}{4}}+{\frac {2}{3}}-{\frac {2}{4}}}
3. Schritt: {\displaystyle {\frac {2}{3}}={\frac {2}{4}}+\left({\frac {2}{3}}-{\frac {2}{4}}\right)={\frac {1}{2}}+{\frac {2}{12}}}
4. Schritt: {\displaystyle {\frac {2}{3}}={\frac {1}{2}}+{\frac {1}{6}}}
5. Schritt: Das Verfahren bricht ab, da die Differenz {\displaystyle {\frac {1}{6}}} bereits ein Stammbruch ist.

Dieses Verfahren endet stets nach endlich vielen Schritten. Es liefert jedoch nicht immer die kürzestmögliche Darstellung als Summe von Stammbrüchen. Zum Beispiel liefert dieses Verfahren die Darstellung
{\displaystyle {\frac {59}{120}}={\frac {1}{3}}+{\frac {1}{7}}+{\frac {1}{65}}+{\frac {1}{10920}}},
es gibt aber die kürzere Darstellung
{\displaystyle {\frac {59}{120}}={\frac {1}{5}}+{\frac {1}{6}}+{\frac {1}{8}}}

## Geschichte
Die alten Ägypter notierten nur echte Brüche. Da sie außer für {\displaystyle {\tfrac {2}{3}}} und {\displaystyle {\tfrac {3}{4}}} Hieroglyphen nur für Stammbrüche hatten, mussten sie alle anderen Brüche in Summen von Stammbrüchen zerlegen (siehe auch Ägyptische Zahlschrift).
Leonardo Fibonacci veröffentlichte den obigen Algorithmus im Liber abaci  (1202). Der Beweis zur allgemeinen Gültigkeit des Algorithmus gelang erst 1880 dem britischen Mathematiker James Joseph Sylvester.

## Weitere Vorkommen
Ein ungelöstes mathematisches Problem im Zusammenhang mit der Stammbruchentwicklung ist die Erdős-Straus-Vermutung.
Manche statistisch erfassten Größen sind proportional zu Stammbrüchen verteilt; dies stellt eine einfache Zipfverteilung dar.